# Etlingera
Etlingera (Etlingera Giseke) – rodzaj bylin z rodziny imbirowatych (Zingiberaceae). Obejmuje ok. 70 gatunków występujących w południowo-wschodniej Azji (od Indii po Chiny) oraz w północnej Australii. Niektóre gatunki, zwłaszcza etlingera wyniosła uprawiane są jako rośliny ozdobne.

## Morfologia

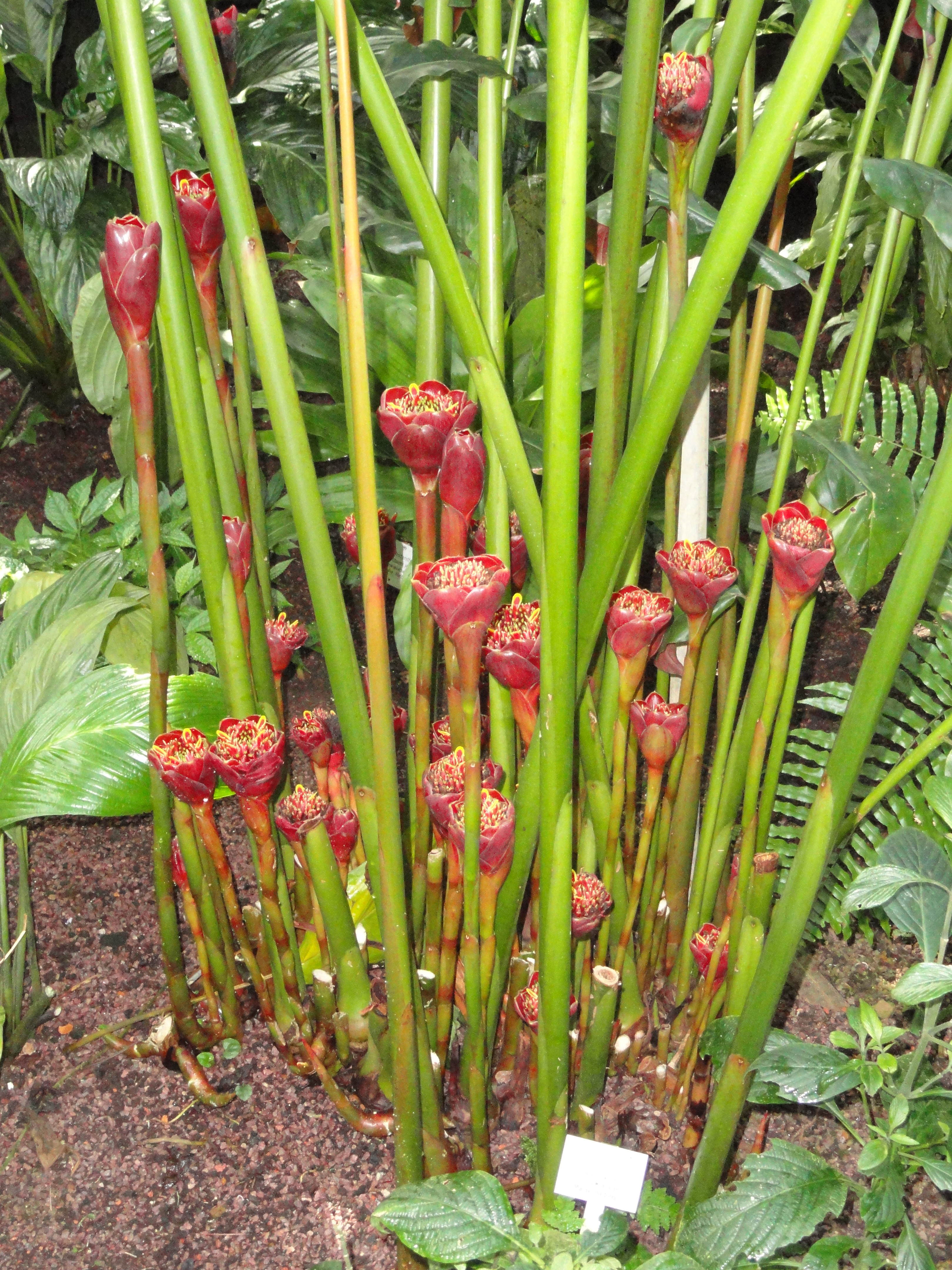
Etlingera fulgens – kwiatostany

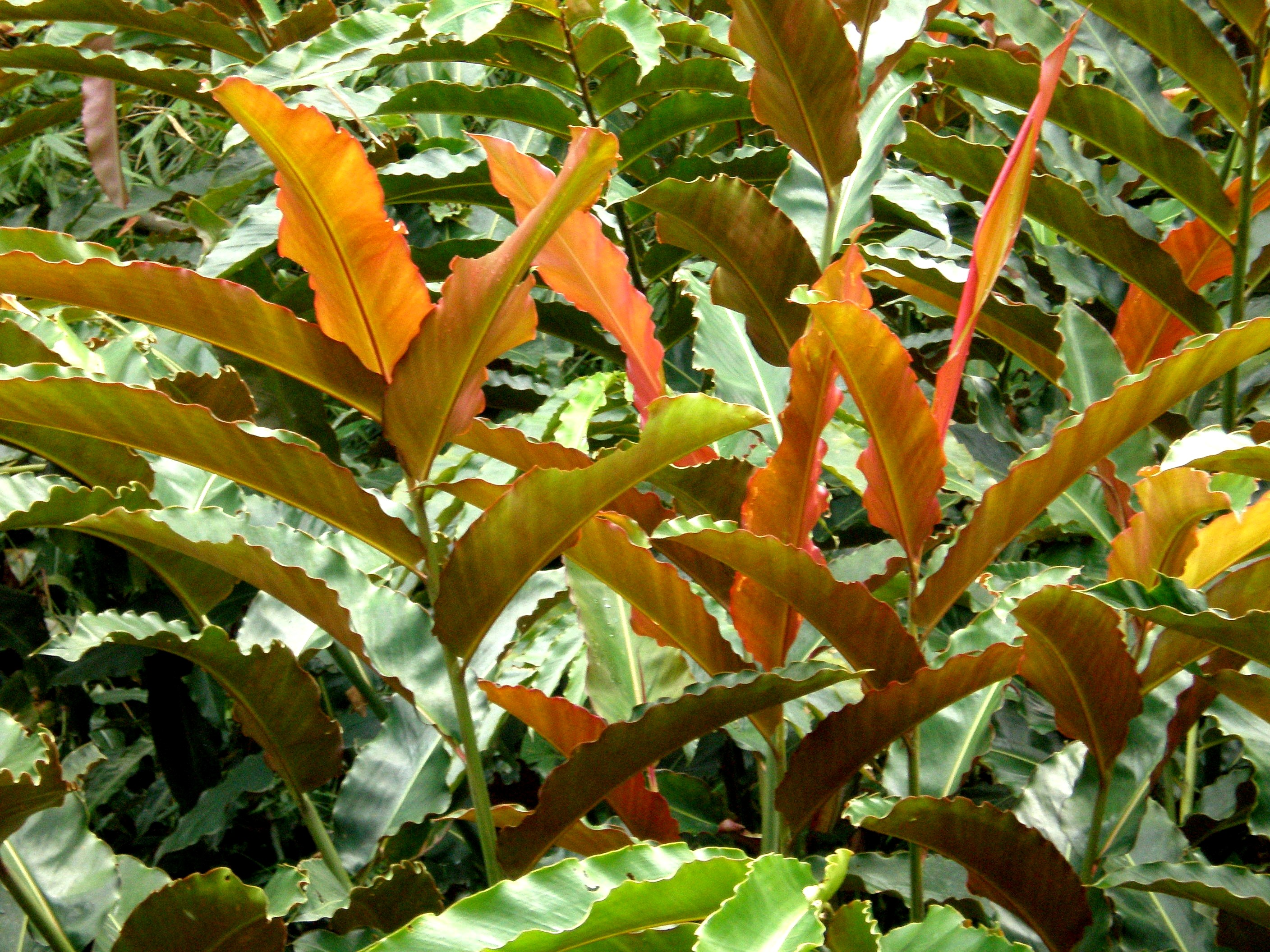
Etlingera fulgens – nibyłodygi i liście

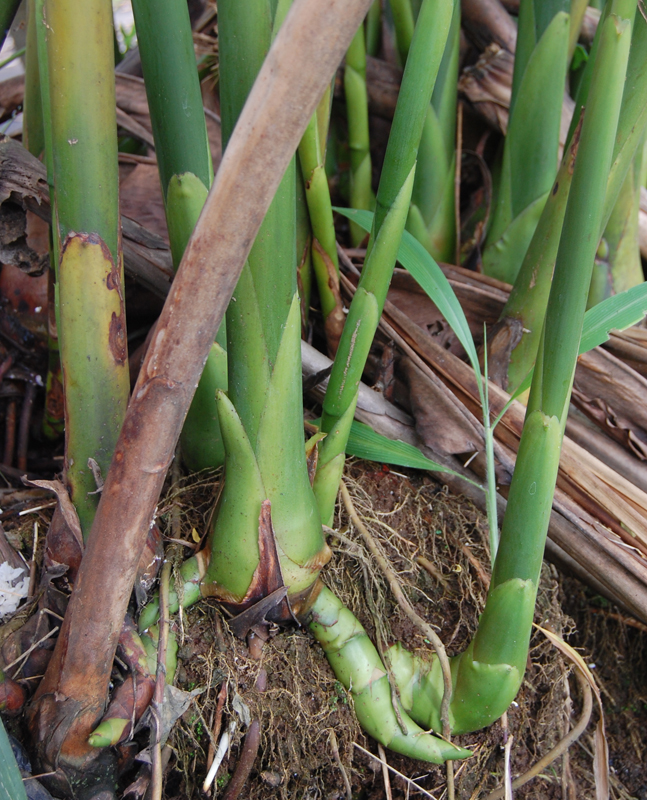
Etlingera hemisphaerica – kłącze i nasady nibyłodyg

PokrójRośliny zielne, kłączowe z tęgimi nibyłodygami tworzonymi z silnie wydłużonych pochew liściowych. Liście okazałe, ogonkowe.
KwiatyZebrane w kłosowate lub główkowate kwiatostany wyrastające bezpośrednio z kłącza wysoko lub niewiele wystające ponad poziom gruntu. Kwiaty skupione w kilku okółkach wspartych licznymi przysadkami. Kielich błoniasty, zrosły w rurkę, na szczycie z trzema ząbkami, z boku rozcięty wzdłuż. Korona rurkowata o podobnej długości do kielicha lub dłuższa, trójlistkowa. Warżka powstająca z prątniczków okazała, dłuższa od listków korony, trójdzielna na szczycie, z częścią środkową barwną, całobrzegą lub dwudzielną. Boczne płaty warżki u nasady owijają się wokół pręcika, krótszego od warżki. Słupek jeden z trójkomorową zalążnią zawierającą liczne zalążki.
OwocMięsisty.

## Systematyka
Pozycja i podział według APWeb (aktualizowany system APG III z 2009)
Rodzaj należy do podrodziny Alpinioideae Link, rodziny imbirowatych (Zingiberaceae) będącej kladem siostrzanym rodziny kostowcowatych Costaceae. Wraz z nią należy do rzędu imbirowców (Zingiberales) reprezentującego jednoliścienne (monocots) w obrębie roślin okrytonasiennych.
Wykaz gatunków
| - Etlingera albolutea A.D.Poulsen & Mood - Etlingera amomoides A.D.Poulsen & Mood - Etlingera angustifolia (Valeton) R.M.Sm. - Etlingera apus-hang C.K.Lim - Etlingera araneosa (Baker) R.M.Sm. - Etlingera aurantia A.D.Poulsen - Etlingera australasica (R.M.Sm.) R.M.Sm. - Etlingera baculutea A.D.Poulsen & Ibrahim - Etlingera balikpapanensis A.D.Poulsen - Etlingera baramensis S.Sakai & Nagam. - Etlingera barioensis A.D.Poulsen - Etlingera belalongensis A.D.Poulsen - Etlingera brachychila (Ridl.) R.M.Sm. - Etlingera brevilabrum (Valeton) R.M.Sm. - Etlingera bromeliopsis (Valeton) R.M.Sm. - Etlingera burttii A.D.Poulsen - Etlingera calycina (Valeton) R.M.Sm. - Etlingera caudiculata (Ridl.) R.M.Sm. - Etlingera cevuga (Seem.) R.M.Sm. - Etlingera coccinea (Blume) S.Sakai & Nagam. - Etlingera corneri Mood & Ibrahim - Etlingera corrugata A.D.Poulsen & Mood - Etlingera crispata C.K.Lim - Etlingera dalican (Elmer) A.D.Poulsen - Etlingera dekockii (Valeton) R.M.Sm. - Etlingera densiuscula (Valeton) R.M.Sm. - Etlingera dictyota A.D.Poulsen & A.L.Lamb - Etlingera diepenhorstii (Teijsm. & Binn.) R.M.Sm. - Etlingera elatior (Jack) R.M.Sm. – etlingera wyniosła - Etlingera facifera A.D.Poulsen - Etlingera fimbriobracteata (K.Schum.) R.M.Sm. - Etlingera foetens (Blume) R.M.Sm. - Etlingera fulgens (Ridl.) C.K.Lim - Etlingera goliathensis (Valeton) R.M.Sm. - Etlingera gracilis (Valeton) R.M.Sm. - Etlingera grandiflora (Valeton) R.M.Sm. - Etlingera grandiligulata (K.Schum.) R.M.Sm. - Etlingera harmandii (Gagnep.) R.M.Sm. - Etlingera heliconiifolia (K.Schum.) A.D.Poulsen - Etlingera hemisphaerica (Blume) R.M.Sm. - Etlingera heyneana (Valeton) R.M.Sm. - Etlingera insolita A.D.Poulsen - Etlingera inundata S.Sakai & Nagam. - Etlingera isip A.D.Poulsen - Etlingera kenyalang A.D.Poulsen & H.Chr. - Etlingera labellosa (K.Schum.) R.M.Sm. - Etlingera lagarophylla A.D.Poulsen - Etlingera latifolia (Valeton) R.M.Sm. - Etlingera linguiformis (Roxb.) R.M.Sm. - Etlingera littoralis (J.König) Giseke | - Etlingera loerzingii (Valeton) R.M.Sm. - Etlingera longifolia (K.Schum.) A.D.Poulsen - Etlingera longipetala (Valeton) R.M.Sm. - Etlingera longipetiolata (B.L.Burtt & R.M.Sm.) R.M.Sm. - Etlingera loroglossa (Gagnep.) R.M.Sm. - Etlingera maingayi (Baker) R.M.Sm. - Etlingera megalocheilos (Griff.) A.D.Poulsen - Etlingera metriocheilos (Griff.) R.M.Sm. - Etlingera minor (Ridl.) R.M.Sm. - Etlingera moluccana (K.Schum.) R.M.Sm. - Etlingera muluensis R.M.Sm. - Etlingera muriformis A.D.Poulsen - Etlingera nasuta (K.Schum.) R.M.Sm. - Etlingera newmanii S.Sakai & Nagam. - Etlingera otiolophos A.D.Poulsen - Etlingera palangkensis A.Takano & Nagam. - Etlingera pandanicarpa (Elmer) A.D.Poulsen - Etlingera pauciflora (Ridl.) R.M.Sm. - Etlingera pavieana (Pierre ex Gagnep.) R.M.Sm. - Etlingera peekelii (Valeton) R.M.Sm. - Etlingera philippinensis (Ridl.) R.M.Sm. - Etlingera polyantha (Valeton) R.M.Sm. - Etlingera polycarpa (K.Schum.) A.D.Poulsen - Etlingera pubescens (B.L.Burtt & R.M.Sm.) R.M.Sm. - Etlingera punicea (Roxb.) R.M.Sm. - Etlingera purpurea (Elmer) A.D.Poulsen - Etlingera pyramidosphaera (K.Schum.) R.M.Sm. - Etlingera rosamariae A.D.Poulsen & Gobilik - Etlingera rosea B.L.Burtt & R.M.Sm. - Etlingera rubromarginata A.D.Poulsen & Mood - Etlingera rubrostriata (Holttum) C.K.Lim - Etlingera sanguinea (Ridl.) R.M.Sm. - Etlingera sayapensis A.D.Poulsen & Ibrahim - Etlingera sericea (Ridl.) R.M.Sm. - Etlingera sessilanthera R.M.Sm. - Etlingera solaris (Blume) R.M.Sm. - Etlingera sorsogonensis (Elmer) A.D.Poulsen - Etlingera subterranea (Holttum) R.M.Sm. - Etlingera subulicalyx (Valeton) R.M.Sm. - Etlingera sulfurea (R.Parker) R.M.Sm. - Etlingera triorgyalis (Baker) R.M.Sm. - Etlingera valida (K.Schum.) A.D.Poulsen - Etlingera velutina (Ridl.) R.M.Sm. - Etlingera venusta (Ridl.) R.M.Sm. - Etlingera versteegii (Valeton) R.M.Sm. - Etlingera vestita (Valeton) R.M.Sm. - Etlingera walang (Blume) R.M.Sm. - Etlingera xanthoparyphe (K.Schum.) R.M.Sm. - Etlingera yunnanensis (T.L.Wu & S.J.Chen) R.M.Sm. |